# Fausto Leali
Fausto Leali (Nuvolento, 29 ottobre 1944) è un cantautore italiano, contraddistinto da una vocalità caratteristica che gli fruttò l'appellativo di negro bianco.
Tra i suoi più grandi successi si distinguono A chi (1967), Deborah (1968), Angeli negri (1968), Un'ora fa (1969), Io camminerò (1976), Io amo (1987), Mi manchi (1988) e Ti lascerò (1989).

## Biografia

### Gli inizi
Nasce a Nuvolento, in provincia di Brescia, il 29 ottobre 1944. Il suo primo maestro di chitarra è Tullio Romano, componente dei Los Marcellos Ferial.
A 14 anni avviene il suo primo ingaggio come professionista nell'orchestra di Max Corradini. A 16 anni entra nell'orchestra del fisarmonicista jazz Wolmer Beltrami.
Nel 1961 incide il suo primo 45 giri, con lo pseudonimo Fausto Denis. Nello stesso anno scrive e incide la canzone Amarti così. In seguito, nascerà il sodalizio con la band "I Novelty". Incide diversi dischi, tra i quali le due cover dei Beatles Please Please Me e Lei ti ama (She Loves You). Nel 1965 con i Novelty partecipa, come gruppo spalla, alle 3 date dell'unico tour italiano dei Beatles.
Incomincia quindi a dedicarsi alla musica nera, in particolare al soul, che ben si addice alle caratteristiche della sua voce.

### Il successo
Nel 1967 arriva il suo primo vero successo con A chi, versione italiana della canzone statunitense Hurt che venne pubblicata per la prima volta da Roy Hamilton nel novembre del 1954, che la fece diventare una hit da 8º posto della Billboard R&B e, successivamente, venne rilanciata nel 1960 sempre negli USA dalla cantante Timi Yuro.
Il testo in italiano per Leali viene scritto da Piero Braggi, il chitarrista dei Novelty (il suo gruppo d'accompagnamento), ma poiché era già stato depositato un altro testo firmato da Mogol, questi lo firmò e Braggi dovette rinunciare ai diritti d'autore derivati; anni dopo verrà reincisa anche da Francesco De Gregori. Il brano si aggiudica la prima posizione della classifica italiana, posizione che manterrà per quattro settimane, ed entra nella Top Ten (9º posto) in Austria, conquistando così 4 dischi d'oro per aver venduto oltre 4.000.000 di copie nel mondo. Con questa canzone, Leali si classifica primo alla Mostra internazionale di musica leggera di Venezia del 1967.
Nello stesso anno partecipa per la prima volta a Un disco per l'estate con Senza di te, che in seguito verrà incisa anche da Ornella Vanoni.
L'anno successivo sposa la cantante Milena Cantù, già "ragazza del Clan Celentano" (con cui si è fidanzato dopo aver lasciato Mirella Gervasio), dalla quale avrà due figlie, Deborah e Samantha.
Reduce dal grande successo di A chi partecipa al Festival di Sanremo 1968 interpretando Deborah, pezzo composto da Vito Pallavicini, Paolo e Giorgio Conte, Pino Massara, uscendone 4º classificato. Il 45 giri, distribuito in seguito alla manifestazione, venderà 600 000 copie. La canzone viene anche replicata da un artista di fama internazionale, Wilson Pickett. Questo duetto segnerà l'inizio di una profonda amicizia tra Leali e Pickett, che farà anche da padrino alla sua primogenita Deborah, chiamata proprio come la protagonista della canzone omonima.
Poco dopo incide Angeli negri (cover di Angelitos Negros, brano di Pedro Infante del 1948 tratto dal film omonimo, di cui i versi sono del poeta e politico venezuelano Andrés Eloy Blanco, già interpretato dal cantante iberocubano Antonio Machin e ripreso poi da Marino Barreto Jr nel 1959), che ripete il successo di A chi, raggiungendo la posizione numero 4 in hit parade. Angeli negri è anche la traccia d'apertura dell'album Il negro bianco, che comprende anche Senza di te, Deborah e Senza luce, versione italiana del singolo di Procol Harum A Whiter Shade of Pale, già cantato con successo dai Dik Dik pochi mesi prima. Sempre nel 1968, è fra gli interpreti di Canzonissima con Angeli negri e Chiudo gli occhi e conto a sei.
Nel 1969 torna a Sanremo con il brano Un'ora fa, abbinato a Tony Del Monaco. Riesce a riconfermarsi quarto alla manifestazione e si guadagna la sesta posizione nella classifica italiana dei singoli. Nei mesi successivi è in gara a Un disco per l'estate con Tu non meritavi una canzone.
Nel 1970 è ancora a Sanremo, dove propone la canzone Hippy, scritta a quattro mani con Luciano Beretta. Leali sarà autore anche dei successivi brani che porterà al festival ligure: L'uomo e il cane, nel 1972, e La bandiera di sole, nel 1973.
Nel 1971 partecipa al Festivalbar con il brano America. Il singolo comprende anche una canzone scritta dallo stesso Fausto intitolata Si chiama Maria, con la quale gareggia a Un disco per l'estate 1971, e che in seguito Giorgio Moroder inciderà con il titolo I'm free now. Il 7 settembre 1971 partecipa al "Palermo pop festival", dividendo il palco con artisti di rilievo della scena rock mondiale come Bill Wyman's Tucky Buzzard e Black Sabbath.
Nel 1974 è di nuovo a Un disco per l'estate con Solo lei, canzone incisa anche da Mina.
Dalla collaborazione con Mogol (incominciata con l'adattamento in italiano di A chi nel 1967), autore dei testi, nasce nel 1975 il progetto dell'album Amore dolce, amore amaro, amore mio, uscito per l'etichetta CBS. In questo anno ha fatto parte della Nazionale italiana cantanti, capitanata da Mogol.
Nel 1976 torna in classifica col singolo Io camminerò, scritto da Umberto Tozzi e Giancarlo Bigazzi, che diventa la traccia d'apertura dell'omonimo album. La canzone verrà pubblicata anche in spagnolo col titolo, Yo caminaré.
Nel 1977 arrangia e interpreta, in maniera personale, un classico della canzone napoletana, Vierno, che propone al Festivalbar e inserisce nel 33 giri Leapoli, uscito per l'etichetta CGD.
Nel 1980 gli viene proposta nuovamente una canzone napoletana, Malafemmena, scritta da Totò. Fausto accetta e ne incide una versione che sarà la sigla di una serie televisiva dedicata proprio alla memoria del principe della risata.
Nel 1986 Fausto torna in auge grazie all'invito di Mina di duettare con lei nel brano Via di qua, che si aggiudicherà l'ottavo posto in hit parade e diverrà la sigla televisiva del programma Trent'anni della nostra storia, in onda il sabato sera su Rai 1.

### Il ritorno a Sanremo nel 1987 e la vittoria nel 1989
Nel 1987 Fausto ritorna al Festival di Sanremo cantando il brano Io amo, scritto e prodotto da Toto Cutugno, con la collaborazione di Franco Fasano e dello stesso Leali. Il brano si classifica al 4º posto nella serata finale e vende oltre 400.000 copie conquistando 2 dischi di platino e il secondo gradino del podio nella classifica dei singoli italiani. Di spicco anche il brano inciso sul lato B del singolo, Notte d'amore, eseguito in duetto con Loredana Bertè e scritto a quattro mani con Toto Cutugno. I due pezzi sono gli unici inediti della raccolta di successo Io amo e gli altri successi, uscita per la CBS, che include alcuni dei maggiori successi del cantante bresciano (in versione originale) come A chi, Deborah, Angeli negri, Un'ora fa e Io camminerò. Nello stesso anno intona con Cutugno il brano Napoli, contenuto nel long-playing di quest'ultimo, Mediterraneo.
L'anno dopo è di nuovo sul palco dell'Ariston con Mi manchi, firmata da Franco Fasano e da Fabrizio Berlincioni, che dopo qualche anno verrà anche reinterpretata da Andrea Bocelli. Mi manchi si piazza sesta nella classifica italiana e viene inserita nell'album di inediti Non c'è neanche il coro. Nel medesimo anno nasce il suo terzo figlio, Francesco Faustino, avuto dalla sua seconda compagna italo-canadese Claudia.
Fausto Leali partecipa al Festival di Sanremo 1989, vincendo con il brano Ti lascerò cantato in coppia con Anna Oxa, che si colloca terzo nelle classifiche italiane e viene incluso nel LP Leali. Inoltre, i due proporranno insieme all'Eurovision Song Contest la canzone Avrei voluto.

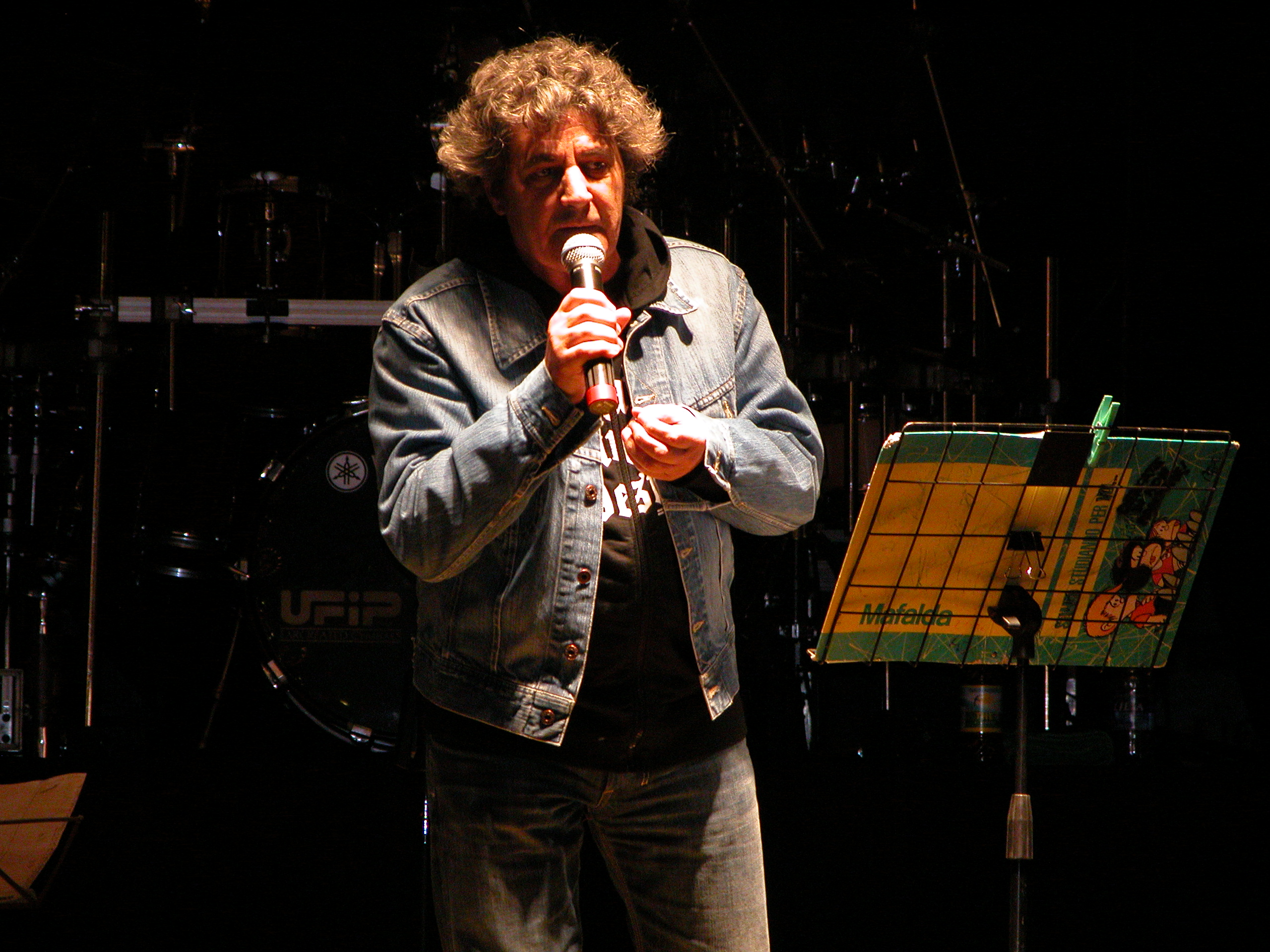
Fausto Leali in concerto a Stigliano nel 2006

Risale sul palco della città dei fiori tre anni più tardi con Perché, composta da Aleandro Baldi e Giancarlo Bigazzi, mentre nel 1994 presenta al Festival italiano, organizzato da Mediaset, Niente di te, risultando terzo, e riporta la sua versione di Malafemmena a Viva Napoli, uscendone vittorioso.
Sempre nel 1994 registra per la Dischi Ricordi l'album Anima nuda, pubblicato anche in lingua spagnola col titolo "Alma desnuda", scritto interamente dall'artista. Nel 1996 firma il contratto con la RTI Music e incide un disco di sole cover, dal titolo Non solo blues, realizzato interamente a New York con una band R&B di grande prestigio, certificato disco d'oro.
Nel 1997 partecipa alla kermesse sanremese con Non ami che te e pubblica il secondo album di cover Non solo blues 2, registrato negli Stati Uniti, completando il progetto musicale intrapreso l'anno precedente.
Nel 1999 esce il suo primo album dal vivo LealiLive. All'inizio del 2002 torna a Sanremo con il brano Ora che ho bisogno di te, cantato in coppia con Luisa Corna, e arriva quarto.
Nel 2003 si ripresenta al Festival con il pezzo Eri tu, che grazie al successo discografico permetterà a Leali di ottenere il Disco di Platino per aver venduto oltre 130 000 copie in 15 giorni.

### Attività recenti
Nel 2006, dopo aver partecipato al reality show di Rai 2 Music Farm, pubblica come cantautore l'album Profumo e kerosene, dove sono presenti 10 brani inediti. Dal 2007 partecipa a diverse edizioni dello show Napoli prima e dopo, in onda su Rai 1.
Prende parte al Festival di Sanremo 2009 con il pezzo Una piccola parte di te, accedendo alla finale. La canzone parla del rapporto padre-figlio, ed è stata scritta per lui dalla coppia Berlincioni-Fasano, che già gli avevano regalato diversi successi a Sanremo in passato.
Nel 2010 Io amo è stata tradotta in spagnolo (col titolo Solamente tù) dal cantautore Franco Simone nel suo album Nato tra due mari.
Nel 2012 è uno dei concorrenti della prima edizione del talent show di Rai 1 Tale e quale show, e rientra nel programma l'autunno seguente nelle puntate de Il torneo, nelle quali i concorrenti della prima edizione sfidano quelli della seconda.
Nel 2014, dopo oltre cinquant'anni di carriera e a cinquant'anni esatti dall'uscita del primo 33 giri, viene pubblicato il suo primo libro autobiografico, Notti piene di stelle, scritto con la collaborazione del giornalista musicale Massimo Poggini.
Il 14 giugno dello stesso anno sposa a Foggia in seconde nozze la cantante Germana Schena dopo diversi anni di fidanzamento.
Il 22 settembre 2015 è ospite del concerto-evento di Francesco De Gregori "Rimmel 2015", tenutosi all'Arena di Verona; mentre il 13 marzo del 2016 è fra i cantanti invitati da Marcella Bella a un omaggio a Giulio Rapetti, Una serata... Bella per te, Mogol, trasmesso su Rete 4.
Il 29 aprile 2016 è in vendita su iTunes Le nostre mani, brano benefico interpretato con Al Bano, Toto Cutugno e con il "Minicoro Monterosso" di Bergamo. L'intero ricavato della vendita della canzone, scritta da Toto Cutugno, Christian Moretti e Gianni Pescini, viene devoluto a favore del programma "End Polio Now", istituito dall'organizzazione "Rotary International", in modo tale da consentire l'acquisto di vaccini per i bambini di tutto il mondo.
Il 30 settembre 2016 esce il singolo A chi mi dice, cover del brano dei Blue, interpretato assieme a Mina. Il singolo anticipa l'uscita di un nuovo album dal titolo Non solo Leali, pubblicato il 21 ottobre dalla Nar International per la Universal. È un disco che vede Leali duettare con vari interpreti della musica italiana e non: i dieci pezzi contenuti vengono eseguiti in coppia con Renzo Arbore, Claudio Baglioni, Alex Britti, Clementino, Francesco De Gregori, Tony Hadley, Massimo Ranieri, Enrico Ruggeri e Umberto Tozzi. L'album viene presentato il 16 ottobre su Rai 1 nella trasmissione di Pippo Baudo Domenica in. L'11 novembre esce il secondo singolo Sempre e per sempre, cantato con Francesco De Gregori e il 7 aprile 2017 il terzo singolo Gianna (cover di Rino Gaetano), cantato con Enrico Ruggeri, entrambi accompagnati da un videoclip ufficiale pubblicato su You Tube da Vevo.
Sempre nel 2016 è stato premiato con il "Premio Lunezia Interprete".
Nel 2017 partecipa alla dodicesima edizione dello show Ballando con le stelle, condotto da Milly Carlucci su Rai 1.
Il 14 ottobre dello stesso anno partecipa alla serata evento di Umberto Tozzi "Quarant'anni che ti amo" tenutasi all'Arena di Verona, dove interpreta Vita di Lucio Dalla e Gianni Morandi e Io camminerò.
Dall'8 giugno 2018 è giurato e coach della prima edizione di Ora o mai più su Rai 1, condotto da Amadeus. Nel 2020 partecipa al format Il cantante mascherato nei panni della maschera "Mostro".
Nel settembre 2020 prende parte come concorrente alla quinta edizione del Grande Fratello VIP, condotta da Alfonso Signorini, venendo squalificato il 21 settembre per aver utilizzato il termine "negro" nei confronti del fratello di Mario Balotelli, Enock.
È ospite della seconda serata del Festival di Sanremo 2021 cantando Mi manchi e Io amo.
Il 2 ottobre 2021 è ospite del programma Arena Suzuki '60 '70 '80 condotto da Amadeus su Rai 1, dove canta Mi manchi, Io amo e A chi. La settimana seguente a Tale e quale show canta Ti lascerò insieme a Stefania Orlando nelle vesti di Anna Oxa.
Nel 2022 duetta con Maria Giovanna Cherchi in una versione della preghiera sarda Deus ti salvet Maria; di questo duetto viene prodotto un video, girato a Gerusalemme.
Nel 2023 debutta come attore di commedie con il film Tic toc al fianco di Éva Henger e Maurizio Mattioli.
Tra il 2023 e il 2025 è uno dei coach di Io canto Generation, Io canto Family e Io canto Senior, tutti e tre talent show di Canale 5: il primo e l'ultimo sono condotti da Gerry Scotti, mentre il secondo è condotto da Michelle Hunziker.
Sempre nell'inverno del 2023 pubblica il nuovo album, in collaborazione con il jazzista Vito Di Modugno, Black, White and Blues, con alcuni suoi classici riletti in chiave jazz (Angeli negri, A chi) e alcuni evergreen (Georgia on My Mind, Knock on Wood, Come Together.

## Partecipazioni a manifestazioni canore

### Festival di Sanremo
- Festival di Sanremo 1968 con Deborah in coppia con Wilson Pickett (Autori: Vito Pallavicini, Paolo Conte, Giorgio Conte e Pino Massara) - 4º classificato
- Festival di Sanremo 1969 con Un'ora fa in coppia con Tony Del Monaco (Autori: Luciano Beretta, Ermanno Parazzini e Gianfranco Intra) - 4º classificato
- Festival di Sanremo 1970 con Hippy in coppia con Carmen Villani (Autori: Luciano Beretta e Fausto Leali) - 12º classificato
- Festival di Sanremo 1972 con L'uomo e il cane (Autori: Milena Cantù e Fausto Leali) - Non finalista
- Festival di Sanremo 1973 con La bandiera di sole (Autori: Fausto Leali e Vito Pallavicini) - 8º classificato
- Festival di Sanremo 1987 con Io amo (Autori: Toto Cutugno, Fausto Leali e Franco Fasano) - 4º classificato
- Festival di Sanremo 1988 con Mi manchi (Autori: Fabrizio Berlincioni e Franco Fasano) - 5º classificato
- Festival di Sanremo 1989 con Ti lascerò con Anna Oxa (Autori: Sergio Bardotti, Fausto Leali, Fabrizio Berlincioni, Franco Fasano e Franco Ciani) - 1º classificato
- Festival di Sanremo 1992 con Perché (Autori: Aleandro Baldi e Giancarlo Bigazzi) - 9º classificato
- Festival di Sanremo 1997 con Non ami che te (Autore: Roberto Pacco) - 5º classificato
- Festival di Sanremo 2002 con Ora che ho bisogno di te con Luisa Corna (Autori: Fabrizio Berlincioni, Fausto Leali e Vladimiro Tosetto) - 4º classificato
- Festival di Sanremo 2003 con Eri tu (Autori: Gatto Panceri e Fausto Leali) - 13º classificato
- Festival di Sanremo 2009 con Una piccola parte di te (Autori: Franco Fasano e Fabrizio Berlincioni) - Finalista

### Altre manifestazioni canore
- Cantagiro 1964 con La campagna in città
- Festival di Pesaro 1964
- Festivalbar 1965 con Raccontalo ad un altro
- Un disco per l'estate 1967 con Senza di te
- Mostra internazionale di musica leggera 1967 con A chi - 1º classificato
- Caravella dei successi 1967
- Canzonissima 1968 con Angeli negri e Chiudo gli occhi e conto fino a sei
- Mostra internazionale di musica leggera 1968 con Angeli negri
- Un disco per l'estate 1969 con Tu non meritavi una canzone
- Caravella dei successi 1969
- Canzonissima 1969 con A chi
- Un disco per l'estate 1971 con Si chiama Maria
- Festivalbar 1971 con America
- Palermo Pop Festival 1971
- Cantagiro 1972 con Karany Karanuè
- Un disco per l'estate 1974 con Solo lei
- Festivalbar 1977 con Vierno
- Festivalbar 1981 con Canzone facile
- Azzurro 1982 con Gente comune
- Festivalbar 1983 con Canzone amara
- Azzurro 1983 con Canzone amara
- Azzurro 1987 con Io amo
- Un disco per l'estate 1987 con Notte d'amore
- Festivalbar 1987 con A chi
- Vota la voce 1987 con Io amo
- Vota la voce 1988 con Mi manchi
- Festivalbar 1989 con Pregherò
- Eurovision Song Contest 1989 con Avrei voluto con Anna Oxa - 9º classificato
- Vota la voce 1993 con Che vuoi che sia con Milly Carlucci
- Festival italiano 1994 con Niente di te - 3º classificato
- Viva Napoli 1994 con Malafemmena - 1º classificato
- Napoli prima e dopo 2007
- Napoli prima e dopo 2008
- Napoli prima e dopo 2011
- Napoli prima e dopo 2014
- Marina di Carrara - Premio Lunezia 2016

## Discografia

### Album in studio
- 1964 – Fausto Leali
- 1966 – Fausto Leali e i suoi Novelty
- 1968 – Il negro bianco
- 1970 – Fausto Leali
- 1971 – Run... Fausto, Run...
- 1975 – Amore dolce, amore amaro, amore mio
- 1976 – Io camminerò
- 1977 – Leapoli
- 1981 – Un attimo di blu
- 1988 – Non c'è neanche il coro
- 1989 – Leali
- 1992 – Saremo promossi
- 1994 – Anima nuda
- 1996 – Non solo blues
- 1997 – Non solo blues 2
- 2002 – Secondo me... io ti amo
- 2006 – Profumo e Kerosene
- 2009 – Una piccola parte di te
- 2016 – Non solo Leali
- 2023 - Black, White and Blues (con Vito Di Modugno)
- 2024 - Il mio Natale

### Album dal vivo
- 1999 – LealiLive
- 2010 – Fausto Leali - Concerto dal vivo

### Raccolte
- 1970 – Anthology
- 1987 – Io amo e gli altri successi
- 2003 – I grandi successi
- 2008 – The Best of Fausto Leali
- 2013 – Il meglio di Fausto Leali

## Libri
- Fausto Leali e Massimo Poggini, Notti piene di stelle, Rizzoli, 2014.

## Programmi televisivi
- Stasera Fausto Leali (Programma Nazionale, 1972)
- Fantastico chi? (Rai 1, 1997-1998)
- Music Farm (Rai 2, 2005) - concorrente
- Volami nel cuore (Rai 1, 2008) - concorrente
- Non sparate sul pianista (Rai 1, 2012) concorrente
- Tale e quale show (Rai 1, 2012) - concorrente
- Tale e quale show - Il torneo (Rai 1, 2012) - concorrente
- Ballando con le stelle (Rai 1, 2017) - concorrente
- Ora o mai più (Rai 1, 2018-2019) - giurato
- Il cantante mascherato (Rai 1, 2020) - concorrente
- Grande Fratello VIP 5 (Canale 5, 2020) - concorrente
- Io canto Generation (Canale 5, 2023-2024) - coach
- Io canto Family (Canale 5, 2024) - coach
- Io canto Senior (Canale 5, 2025) - coach

## Filmografia
- I ragazzi dell'Hully Gully, regia di Marcello Giannini e Carlo Infascelli (1964)
- Nessuno mi può giudicare, regia di Massimiliano Bruno (2011) - cameo
- Tic toc, regia di  Davide Scovazzo (2023)